# Giorgio Abetti
Giorgio Abetti (5. oktober 1882 – 24. august 1982) var en italiensk astronom, der især forskede i Solen.
Han var født i Padua som søn af den anerkendte astronom Antonio Abetti. Han blev uddannet ved universitetet i Padua og universitetet i Rom og tog sin eksamen i Padua i 1904.
Abetti arbejdede først som assistent i Heidelberg, fra 1908 i Chicago ved Mount Wilson-observatoriet, 1909 i Neapel, og fra 1910 ved Collegio Romano-observatoriet i Rom som assisterende astronom. I 1921 efterfulgte han sin far som direktør for Osservatorio Astrofisico di Arcetri, hvilken stilling han bestred indtil 1953. I nogenlunde samme periode (1921–1957) var han også professor ved Universitetet i Firenze.
Giorgio Abetti ledede ekspeditioner for at observere solformørkelser til Sibirien (i 1936) og Sudan (i 1952). Han var også gæsteprofessor ved Universitetet i Cairo 1948–49 og i 1950 i USA.
Han var vicepræsident for den Internationale Astronomiske Union i 1938, og har modtaget Medaglia d ' argento fra det italienske Geographic Society (1915), Premio reale fra Accademia dei Lincei (1925), og Janssen-medaljen (1937).
Nedslagskrateret Abetti på Månen og asteroiden 2646 Abetti er opkaldt til ære for både ham og hans far.